# Route nationale 64 (Estonie)
Pour les articles homonymes, voir Route nationale 64.
La route nationale 64 (Tugimaantee 64) est une route nationale estonienne reliant Võru à Põlva. Elle mesure 24,7 km.

## Tracé
- Comté de Võru
  - Võru
  - Kirumpää (en)
  - Loosu (en)
  - Väimela
  - Kärnamäe (et)
- Comté de Põlva
  - Joosu
  - Vana-Koiola (en)
  - Vardja (en)
  - Himma (en)
  - Meemaste (en)
  - Rosma (en)
  - Põlva